# Falls View Suspension Bridge
Die Falls View Suspension Bridge, auch Upper Suspension Bridge oder Niagara Clifton Bridge genannt, war eine Straßenbrücke zwischen Kanada und den Vereinigten Staaten. Die Hängebrücke führte über die Niagara-Schlucht nördlich der Niagarafälle und etwa 170 Meter südlich der heutigen Rainbow Bridge. Sie verband die amerikanische Stadt Niagara Falls im Bundesstaat New York und den kanadischen Ort Clifton, der ab 1903 Teil der neu gegründeten kanadischen Stadt Niagara Falls in der Provinz Ontario wurde.
Ihr Name Upper Suspension Bridge unterschied sie von der zwölf Jahre zuvor gebauten und rund 2,6 km flussabwärts gelegenen Niagara Falls Suspension Bridge.

## Erste Falls View Suspension Bridge
Die erste Falls View Suspension Bridge wurde von der amerikanischen Niagara Falls Suspension Bridge Company und der kanadischen Clifton Suspension Bridge Company nach den Plänen des kanadischen Ingenieurs Samuel Keefer gebaut. Im Winter 1867–68 wurde das erste Seil über den zugefrorenen Fluss gezogen, mit dessen Hilfe die weiteren Arbeiten nach der Frostperiode durchgeführt werden konnten. Die Brücke wurde am 29. Dezember 1868 fertiggestellt und am 2. Januar 1869 feierlich eröffnet.
Die Hängebrücke hatte eine Spannweite von 386 m (1268 ft). Ihr Brückendeck aus Holzbohlen war ursprünglich nur 3 m breit, so dass Fuhrwerke den Fluss immer nur in einer Richtung überqueren konnten. Die Tragseile wurden von 30 m hohen Pylonen getragen, die jeweils aus zwei hölzernen Gerüstpfeilern bestanden, die mehrfach durch horizontale und diagonale Querriegel verbunden waren. Von den Pylonen waren zusätzliche Schrägseile zu dem Fahrbahnträger gespannt, um Schwingungen zu verhindern, außerdem gab es Abspannungen vom Fahrbahnträger zu dem felsigen Ufer.
1872 wurden die Pylone verkleidet und mit Eingangsportalen versehen. Auf der kanadischen Seite wurde ein dampfbetriebener Otis-Aufzug zu einer Aussichtsplattform installiert. 1884 wurden die Pylone durch offene Eisenträgerkonstruktionen ersetzt, ebenso wurden die Holzteile des Fahrbahnträgers gegen Eisenträger ausgetauscht. Der finanziell nicht erfolgreiche Aufzug wurde nicht wieder eingebaut. Zwischen 1887 und 1888 wurde die Brücke grundlegend überholt, dabei wurde der Fahrbahnträger auf 5 m verbreitert.
In der Nacht des 9. Januar 1889 versetzte ein heftiger Sturm die Brücke in so starke Schwingungen, dass zunächst eines der Schrägseile brach. Als der Sturm stärker wurde, nahmen auch die Schwingungen zu. Nach einigen Stunden brach die Brücke und stürzte in den Niagara River.

## Zweite Falls View Suspension Bridge
Unmittelbar nach dem Einsturz der ersten Falls View Suspension Bridge beauftragten die Eigentümer den Wiederaufbau. Die Walzwerke konnten die erforderlichen Teile aufgrund der noch vorhandenen Unterlagen der alten Brücke und in Tag- und Nachtschichten innerhalb von 70 Tagen ausliefern. Der Neubau wurde in der kurzen Zeit vom 22. März bis zum 7. Mai 1889 errichtet, so dass er nur 117 Tage nach dem Einsturz der ersten Brücke für den Verkehr freigegeben werden konnte.
In einem weiteren Sturm im Januar des nächsten Jahres wurde die Brücke zwar beschädigt, überstand ihn aber letztlich intakt.
In den folgenden zehn Jahren wurden Stromnetze gebaut und erste elektrische Bahnen eingeführt, die Brücken mit deutlich höherer Tragfähigkeit erforderten. Eine andere Gesellschaft baute deshalb in unmittelbarer Nachbarschaft die Upper Steel Arch Bridge (Honeymoon Bridge), die 1898 eröffnet wurde. Daraufhin wurde die zweite Falls View Suspension Bridge abgebaut, ihre Teile wurden für den Bau der zweiten Lewiston–Queenston Suspension Bridge etwa 8 Kilometer flussabwärts verwendet.